# ん廻し
『ん廻し』（んまわし）は古典落語の演目。別題は『運廻し』（うんまわし）。通しで演じられることは少なく、前半は『寄合酒』（よりあいざけ）、後半は『田楽喰い』（でんがくぐい）の名で独立して演じられる。
もとは上方落語の演目で、東京には明治のころに移入された。原話は1628年（寛永5年）に書かれた笑話本『醒睡笑』の一編「児の噂」。
『寄合酒』は代々の桂春団治の得意ネタとして知られる。このほか上方では6代目笑福亭松鶴が、東京では6代目三遊亭圓生が得意にしていた。

## あらすじ

### 寄合酒
ある夏の日、町内の若い衆のひとりが暑気払いにみんなで集まって酒宴を開くことを思いつくが、酒や酒肴を買う金がない。仕方がないので、めいめい酒肴を持ち寄ることにしたが、料理が不慣れな男ばかりが集まったために、以下のような混乱をきたす。
- ある男は、底に穴をあけた一升徳利を桶の中に入れて酒屋へ行き、そのまま徳利に酒を注がせる。「金を支払う前に、米屋に用がある」と言って、栓をした（実は空の）徳利を酒屋に預け、徳利を通過して桶にたまった酒を持ってくる。

- ある男（「与太郎」という設定の場合もある）は、原っぱで味噌・塩・酢などを「拾ってきた」というが、包みに伝票がくっついていた。

- ある男は、乾物屋の子供に鬼ごっこをやろうと誘い、「鬼の角の代わりにする」と言ってかつお節2本を持ってこさせ、怖がらせて退散させる。しかし男はかつお節の使い方を知らず、全部削って煮立てた上で、出し殻を皿に盛って運んでくる。だし汁は「行水や洗濯に使ってしまった」と言う。

- ある男は、乾物屋で棒鱈の値段に難癖をつけるふりをして盗んでくる。水で戻して煮付けるなどして食べるものだが、かつお節削り器で全部削ってしまう。

- ある男は、乾物屋で数の子の上に風呂敷を広げて「小豆をくれ」と聞く。乾物屋に小豆はないため、男は風呂敷をたたみ、そのまま数の子を隠すようにつかんで持ってきた。そのまま食べることができるものだったが、煮てだめにしてしまう。

- ある男は、山芋をぬか味噌に漬け込んでしまう。

- ある男は、犬が魚の行商人のカゴから盗んだ鯛を、隣町まで追いかけて奪い取る。料理していると、その犬がうなり声をあげて男の元へ戻ってきた。兄貴分に報告すると、兄貴分は「そんなのは頭でもしっぽでも、一発食らわして追っ払え」と返事をする。兄貴分は「蹴りを食らわせろ」と言ったつもりだったが、男は鯛の頭やしっぽを文字通り食べさせてしまい、鯛は全部なくなってしまった。

結局、持ち寄った食材のほとんどをだめにしてしまい、肝心の酒もお燗番が全て飲んでしまうなどでパーになり、男たちが大騒ぎしているところに、豆腐屋が焼き上がった味噌田楽を持ってきた。
皆で酒を飲むために銘々お金を出すように兄貴分が提案するが、ボケの男が「皆出しなはれ！」といきなり言ったため、皆が慌てて帯を解こうする騒ぎになる。呆れた兄貴分が突っ込む。兄貴分に酒を出させようと一芝居打つが、またもやボケの男のせいで話がこんがらかり、兄貴分は怒り心頭になってボケは泣き出す。最後は皆で酒を呼ばれる。

### 田楽喰い
気を取り直した兄貴分は、開店したばかりの豆腐屋に運がつくように、と、「『ん』がつく言葉をひとつ言うごとに田楽を1枚進呈する」というルールのゲームを提案する。
食い気に染まった仲間たちは必死に頭を絞り、「にんじんとだいこん」「まんきんたんのかんばん」などの回答を連発する。そんな中、ある男が「30枚はもらう」と大見得を切り、
「先年（せんねん）、神泉苑（しんぜんえん）の門前（もんぜん）の薬店（やくてん）、玄関番（げんかんばん）、人間半面半身（にんげんはんめんはんしん）、金看板銀看板（きんかんばんぎんかんばん）、金看板『根本万金丹』（きんかんばんこんぼんまんきんたん）、銀看板『根元反魂丹』（ぎんかんばんこんげんはんごんたん）、瓢箪看板（ひょうたんかんばん）、灸点（きゅうてん）」
と2度言って86枚の田楽をせしめた。別の男が、負けじと「そろばんを用意しろ」と言って次のように言った。
「半鐘があっちでジャンジャンジャンジャン、こっちでジャンジャンジャンジャンジャンジャン、消防自動車が鐘をカンカンカンカン……」
兄貴分は憮然として、「おい、こいつに生の田楽を食わせろ」と言う。男が文句を言うと、
「今のは火事のまねだろう。だから焼けないうちに食わせるほうがいい」